# HX Близнецов
HX Близнецов (лат. HX Geminorum) — двойная звезда в созвездии Близнецов на расстоянии (вычисленном из значения параллакса) приблизительно 4 656 световых лет (около 1 428 парсек) от Солнца. Видимая звёздная величина звезды — от +14m до +12,5m.

## Характеристики
Первый компонент — красный гигант, углеродная пульсирующая медленная неправильная переменная звезда (LB:) спектрального класса C4,4(N), или C(R). Масса — около 1,548 солнечной, радиус — около 222,599 солнечных, светимость — около 60,28 солнечных. Эффективная температура — около 3302 К.
Второй компонент — коричневый карлик. Масса — около 42,98 юпитерианских. Удалён в среднем на 1,73 а.е..